# 松下孝昭
松下 孝昭（まつした たかあき）は、日本の歴史学者。神戸女子大学文学部教授。専門は日本近現代史特に経済史、交通史。

## 略歴
京都大学文学部、同大学大学院文学研究科修士課程・博士後期課程に進む。神戸女子大学文学部専任講師、同助教授を経て、現職。

## 著書
- 『近代日本の鉄道政策 1890～1922年』（日本経済評論社、2004年）
- 『鉄道建設と地方政治』（日本経済評論社、2005年）
- 『軍隊を誘致せよ 陸海軍と都市形成』吉川弘文館・歴史文化ライブラリー、2013